# Tournoi masculin de basket-ball en fauteuil roulant aux Jeux paralympiques d'été de 2020
Cet article traite de l'épreuve masculine. Pour la compétition féminine, voir Tournoi féminin de basket-ball en fauteuil roulant aux Jeux paralympiques d'été de 2020.
Navigation
Rio 2016 Paris 2024
Le tournoi paralympique masculin 2020 de basket-ball en fauteuil roulant est l'épreuve masculine d'handibasket organisée par l'IWBF dans le cadre des Jeux paralympiques d'été de 2020 de Tokyo. La compétition a lieu au Japon entre août et septembre 2021. Les États-Unis remettent leur titre en jeu. C'est la seizième édition de ce tournoi pour les hommes aux Jeux paralympiques (au programme depuis 1968).

## Qualifications
Les douze équipes se sont qualifiées comme suit :
| Compétition                     | Date                          | Lieu                         | Places | Qualifiés                                 |
| ------------------------------- | ----------------------------- | ---------------------------- | ------ | ----------------------------------------- |
| Pays organisateur               | 7 septembre 2013              | Buenos Aires, Argentine      | 1      | Japon                                     |
| Jeux parapanaméricains de 2019  | 23 août-1er septembre 2019    | Lima, Pérou                  | 3      | États-Unis Canada Colombie                |
| Championnat d'Europe 2019       | 28 août-9 septembre 2019      | Wałbrzych, Pologne           | 4      | Allemagne Grande-Bretagne Espagne Turquie |
| Championnat d'Asie-Océanie 2019 | 29 novembre - 7 décembre 2019 | Pattaya, Thaïlande           | 3      | Australie Iran Corée du Sud               |
| Championnat d'Afrique 2020      | 4-14 mars 2020                | Johannesburg, Afrique du Sud | 1      | Algérie                                   |
| Total                           |                               |                              | 12     |                                           |

## Tour préliminaire

### Groupe A
| Groupe A |              |     |   |   |     |     |      |     |
|          | Équipe       | Pts | G | P | Pm  | Pe  | Diff | Dép |
| 1        | Espagne      | 10  | 5 | 0 | 375 | 272 | +103 |     |
| 2        | Japon        | 9   | 4 | 1 | 312 | 298 | +14  |     |
| 3        | Turquie      | 8   | 3 | 2 | 353 | 327 | +26  |     |
| 4        | Canada       | 7   | 2 | 3 | 307 | 333 | -26  |     |
| 5        | Corée du Sud | 6   | 1 | 4 | 305 | 332 | -27  |     |
| 6        | Colombie     | 5   | 0 | 5 | 256 | 346 | -90  |     |

| 25 août | Espagne      | 65 | 53   | Corée du Sud |
| 26 août | Canada       | 41 | 78   | Espagne      |
| 26 août | Corée du Sud | 70 | 80   | Turquie      |
| 26 août | Colombie     | 56 | 63   | Japon        |
| 27 août | Turquie      | 77 | 73ap | Canada       |
| 27 août | Espagne      | 74 | 56   | Colombie     |
| 27 août | Japon        | 59 | 52   | Corée du Sud |
| 28 août | Turquie      | 61 | 79   | Espagne      |
| 28 août | Japon        | 62 | 56   | Canada       |
| 28 août | Corée du Sud | 66 | 54   | Colombie     |
| 29 août | Colombie     | 38 | 80   | Turquie      |
| 29 août | Canada       | 74 | 64   | Corée du Sud |
| 29 août | Espagne      | 79 | 61   | Japon        |
| 30 août | Colombie     | 52 | 63   | Canada       |
| 30 août | Turquie      | 55 | 67   | Japon        |

### Groupe B
| Groupe B |                 |     |   |   |     |     |      |     |
|          | Équipe          | Pts | G | P | Pm  | Pe  | Diff | Dép |
| 1        | Grande-Bretagne | 9   | 4 | 1 | 332 | 303 | +29  | +1  |
| 2        | États-Unis      | 9   | 4 | 1 | 338 | 223 | +115 | -1  |
| 3        | Australie       | 8   | 3 | 2 | 335 | 265 | +70  | +11 |
| 4        | Allemagne       | 8   | 3 | 2 | 306 | 284 | +22  | -11 |
| 5        | Iran            | 6   | 1 | 4 | 271 | 318 | -47  |     |
| 6        | Algérie         | 5   | 0 | 5 | 202 | 391 | -189 |     |

| 26 août | États-Unis      | 58 | 55 | Allemagne       |
| 26 août | Australie       | 81 | 39 | Iran            |
| 26 août | Grande-Bretagne | 70 | 43 | Algérie         |
| 27 août | Algérie         | 37 | 83 | Australie       |
| 27 août | Allemagne       | 71 | 59 | Grande-Bretagne |
| 27 août | Iran            | 41 | 65 | États-Unis      |
| 28 août | Australie       | 64 | 53 | Allemagne       |
| 28 août | Algérie         | 47 | 81 | Iran            |
| 28 août | Grande-Bretagne | 64 | 63 | États-Unis      |
| 29 août | Iran            | 57 | 69 | Grande-Bretagne |
| 29 août | États-Unis      | 66 | 38 | Australie       |
| 29 août | Allemagne       | 71 | 50 | Algérie         |
| 30 août | Allemagne       | 56 | 53 | Iran            |
| 30 août | Australie       | 69 | 70 | Grande-Bretagne |
| 30 août | Algérie         | 25 | 86 | États-Unis      |

## Tour final
Les quatre premières équipes des poules A et B sont qualifiées pour les quarts de finale et jouent le titre paralympique.

### Tableau principal
|  | Quarts de finale | Quarts de finale | Quarts de finale | Quarts de finale |                 |                 | Demi-finales | Demi-finales | Demi-finales                  | Demi-finales                  |                               |                               | Finale      | Finale      | Finale      | Finale      |
|  |                  |                  |                  |                  |                 |                 |              |              |                               |                               |                               |                               |             |             |             |             |
|  | 1er septembre    | 1er septembre    | 1er septembre    | 1er septembre    |                 |                 | 3 septembre  | 3 septembre  | 3 septembre                   | 3 septembre                   |                               |                               | 5 septembre | 5 septembre | 5 septembre | 5 septembre |
|  | 1er septembre    | 1er septembre    | 1er septembre    | 1er septembre    |                 |                 | 3 septembre  | 3 septembre  | 3 septembre                   | 3 septembre                   |                               |                               | 5 septembre | 5 septembre | 5 septembre | 5 septembre |
|  | A1               | Espagne          | 71               | 71               |                 |                 | 3 septembre  | 3 septembre  | 3 septembre                   | 3 septembre                   |                               |                               | 5 septembre | 5 septembre | 5 septembre | 5 septembre |
|  | A1               | Espagne          | 71               | 71               |                 |                 | 3 septembre  | 3 septembre  | 3 septembre                   | 3 septembre                   |                               |                               | 5 septembre | 5 septembre | 5 septembre | 5 septembre |
|  | B4               | Allemagne        | 68               | 68               |                 |                 | 3 septembre  | 3 septembre  | 3 septembre                   | 3 septembre                   |                               |                               | 5 septembre | 5 septembre | 5 septembre | 5 septembre |
|  | B4               | Allemagne        | 68               | 68               | Espagne         | Espagne         | 52           | 52           |                               |                               |                               |                               | 5 septembre | 5 septembre | 5 septembre | 5 septembre |
|  | 1er septembre    |                  |                  |                  | Espagne         | Espagne         | 52           | 52           |                               |                               |                               |                               | 5 septembre | 5 septembre | 5 septembre | 5 septembre |
|  |                  |                  | États-Unis       | États-Unis       | 66              | 66              |              |              |                               |                               |                               |                               | 5 septembre | 5 septembre | 5 septembre | 5 septembre |
|  | B2               | États-Unis       | États-Unis       | États-Unis       | 66              | 66              | 52           | 52           |                               |                               |                               |                               | 5 septembre | 5 septembre | 5 septembre | 5 septembre |
|  | B2               | États-Unis       | 3 septembre      |                  |                 |                 | 52           | 52           |                               |                               |                               |                               | 5 septembre | 5 septembre | 5 septembre | 5 septembre |
|  | A3               | Turquie          | 45               | 45               |                 |                 |              |              |                               |                               |                               |                               | 5 septembre | 5 septembre | 5 septembre | 5 septembre |
|  | A3               | Turquie          | 45               | 45               | États-Unis      | États-Unis      | 64           | 64           |                               |                               |                               |                               |             |             |             |             |
|  | 1er septembre    |                  |                  |                  | États-Unis      | États-Unis      | 64           | 64           |                               |                               |                               |                               |             |             |             |             |
|  |                  |                  | Japon            | Japon            | 60              | 60              |              |              |                               |                               |                               |                               |             |             |             |             |
|  | A2               | Japon            | Japon            | Japon            | 60              | 60              | 61           | 61           |                               |                               |                               |                               |             |             |             |             |
|  | A2               | Japon            |                  |                  |                 |                 |              |              |                               |                               |                               |                               |             |             |             |             |
|  | B3               | Australie        | 55               | 55               |                 |                 |              |              |                               |                               |                               |                               |             |             |             |             |
|  | B3               | Australie        | 55               | 55               | Japon           | Japon           | 79           | 79           | Match pour la troisième place | Match pour la troisième place | Match pour la troisième place | Match pour la troisième place |             |             |             |             |
|  | 1er septembre    |                  |                  |                  | Japon           | Japon           | 79           | 79           | Match pour la troisième place | Match pour la troisième place | Match pour la troisième place | Match pour la troisième place |             |             |             |             |
|  |                  |                  | Grande-Bretagne  | Grande-Bretagne  | 68              | 68              |              |              | 5 septembre                   | 5 septembre                   | 5 septembre                   | 5 septembre                   |             |             |             |             |
|  | B1               | Grande-Bretagne  | Grande-Bretagne  | Grande-Bretagne  | 68              | 68              | 66           | 66           | 5 septembre                   | 5 septembre                   | 5 septembre                   | 5 septembre                   |             |             |             |             |
|  | B1               | Grande-Bretagne  |                  |                  |                 |                 |              | 66           |                               |                               | Espagne                       | Espagne                       | 58          | 58          |             |             |
|  | A4               | Canada           | 52               | 52               |                 |                 |              |              |                               |                               | Espagne                       | Espagne                       | 58          | 58          |             |             |
|  | A4               | Canada           | 52               | 52               | Grande-Bretagne | Grande-Bretagne | 68           | 68           |                               |                               |                               |                               |             |             |             |             |
|  |                  |                  |                  |                  |                 |                 |              |              |                               |                               |                               |                               |             |             |             |             |

|  | 5e place    |    |
|  |             |    |
|  | 4 septembre |    |
|  |             |    |
|  | Turquie     | 58 |
|  | Turquie     | 58 |
|  | Australie   | 74 |
|  | Australie   | 74 |

|  | 7e place    |    |
|  |             |    |
|  | 3 septembre |    |
|  |             |    |
|  | Allemagne   | 68 |
|  | Allemagne   | 68 |
|  | Canada      | 56 |
|  | Canada      | 56 |

|  | 9e place     |    |
|  |              |    |
|  | 2 septembre  |    |
|  |              |    |
|  | Corée du Sud | 54 |
|  | Corée du Sud | 54 |
|  | Iran         | 64 |
|  | Iran         | 64 |

|  | 11e place     |    |
|  |               |    |
|  | 1er septembre |    |
|  |               |    |
|  | Colombie      | 70 |
|  | Colombie      | 70 |
|  | Algérie       | 47 |
|  | Algérie       | 47 |

### Matchs de classement pour les places 9 à 12
Les équipes éliminées au tour préliminaire (ayant terminé cinquièmes et sixièmes de leurs groupes respectifs) s'affrontent en un match de classement direct.
11e place
| 1er septembre 2021 9h00 | Rapport | Colombie                                             | 70-47                    | Algérie                                       |  | Ariake Arena Tokyo |
| 1er septembre 2021 9h00 | Rapport | Score par quart-temps : 22-11, 11-15, 15-7, 22-14    |                          |                                               |  | Ariake Arena Tokyo |
| 1er septembre 2021 9h00 | Rapport | Score par mi-temps : 33-26, 37-21                    |                          |                                               |  | Ariake Arena Tokyo |
| 1er septembre 2021 9h00 | Rapport | Jhon Hernandez, 28 Daniel Díaz, 13 Jhon Hernandez, 9 | Points Rebonds Passes d. | Bilel Ayache, 20 Bilel Ayache, 9 Omar Zidi, 5 |  | Ariake Arena Tokyo |

9e place
| 2 septembre 2021 12h30 | Rapport | Corée du Sud                                           | 54-64                    | Iran                                                                             |  | Ariake Arena Tokyo |
| 2 septembre 2021 12h30 | Rapport | Score par quart-temps : 16-10, 14-16, 12-21, 12-17     |                          |                                                                                  |  | Ariake Arena Tokyo |
| 2 septembre 2021 12h30 | Rapport | Score par mi-temps : 30-26, 24-38                      |                          |                                                                                  |  | Ariake Arena Tokyo |
| 2 septembre 2021 12h30 | Rapport | Cho Seung-hyun, 17 Gim Dong-hyeon, 9 Cho Seung-hyun, 7 | Points Rebonds Passes d. | Mohammadhassan Sayari, 26 Mohammadhassan Sayari, 11 Tolouei Tamardash, Kamali, 8 |  | Ariake Arena Tokyo |

### Quarts de finale
| 1er septembre 2021 12h30 | Rapport | États-Unis                                       | 52-45                    | Turquie                                              |  | Ariake Arena Tokyo |
| 1er septembre 2021 12h30 | Rapport | Score par quart-temps : 11-18, 14-8, 10-6, 17-13 |                          |                                                      |  | Ariake Arena Tokyo |
| 1er septembre 2021 12h30 | Rapport | Score par mi-temps : 25-26, 27-19                |                          |                                                      |  | Ariake Arena Tokyo |
| 1er septembre 2021 12h30 | Rapport | Brian Bell, 18 Steve Serio, 9 Steve Serio, 10    | Points Rebonds Passes d. | Özgür Gürbulak, 21 Özgür Gürbulak, 12 Ugur Toprak, 7 |  | Ariake Arena Tokyo |

| 1er septembre 2021 15h00 | Rapport | Espagne                                            | 71-68                    | Allemagne                                               |  | Ariake Arena Tokyo |
| 1er septembre 2021 15h00 | Rapport | Score par quart-temps : 21-19, 19-15, 14-14, 17-20 |                          |                                                         |  | Ariake Arena Tokyo |
| 1er septembre 2021 15h00 | Rapport | Score par mi-temps : 40-34, 31-34                  |                          |                                                         |  | Ariake Arena Tokyo |
| 1er septembre 2021 15h00 | Rapport | Jordi Ruiz, 24 Asier García, 16 Asier García, 13   | Points Rebonds Passes d. | Thomas Böhme, 16 Thomas Böhme, 8 Aliaksandr Halouski, 8 |  | Ariake Arena Tokyo |

| 1er septembre 2021 18h15 | Rapport | Grande-Bretagne                                   | 66-52                    | Canada                                                        |  | Ariake Arena Tokyo |
| 1er septembre 2021 18h15 | Rapport | Score par quart-temps : 14-16, 12-14, 16-13, 24-9 |                          |                                                               |  | Ariake Arena Tokyo |
| 1er septembre 2021 18h15 | Rapport | Score par mi-temps : 26-30, 40-22                 |                          |                                                               |  | Ariake Arena Tokyo |
| 1er septembre 2021 18h15 | Rapport | Gaz Choudhry, 21 Lee Manning, 19 Gaz Choudhry, 14 | Points Rebonds Passes d. | Patrick Anderson, 22 Patrick Anderson, 17 Goncin, Anderson, 7 |  | Ariake Arena Tokyo |

| 1er septembre 2021 20h45 | Rapport | Japon                                                | 61-55                    | Australie                                                                |  | Ariake Arena Tokyo |
| 1er septembre 2021 20h45 | Rapport | Score par quart-temps : 14-14, 21-16, 12-9, 14-16    |                          |                                                                          |  | Ariake Arena Tokyo |
| 1er septembre 2021 20h45 | Rapport | Score par mi-temps : 35-30, 26-25                    |                          |                                                                          |  | Ariake Arena Tokyo |
| 1er septembre 2021 20h45 | Rapport | Hiroaki Kozai, 20 Renshi Chokai, 12 Renshi Chokai, 9 | Points Rebonds Passes d. | Tom O'Neill-Thorne, 18 O'Neill-Thorne, Auprince, 5 Tom O'Neill-Thorne, 7 |  | Ariake Arena Tokyo |

### Matchs de classement pour les places 5 à 8
Les équipes éliminées en 1/4 de finale sont reversées dans ce tableau qui attribue les places de 5 à 8.
7e place
| 3 septembre 2021 12h30 | Rapport | Allemagne                                                   | 68-56                    | Canada                                                |  | Ariake Arena Tokyo |
| 3 septembre 2021 12h30 | Rapport | Score par quart-temps : 19-21, 18-10, 13-10, 18-15          |                          |                                                       |  | Ariake Arena Tokyo |
| 3 septembre 2021 12h30 | Rapport | Score par mi-temps : 37-31, 31-25                           |                          |                                                       |  | Ariake Arena Tokyo |
| 3 septembre 2021 12h30 | Rapport | Aliaksandr Halouski, 20 Andre Bienek, 11 Böhme, Halouski, 6 | Points Rebonds Passes d. | Robert Hedges, 16 Nikola Goncin, 14 Nikola Goncin, 11 |  | Ariake Arena Tokyo |

5e place
| 4 septembre 2021 14h15 | Rapport | Turquie                                           | 58-74                    | Australie                                                         |  | Ariake Arena Tokyo |
| 4 septembre 2021 14h15 | Rapport | Score par quart-temps : 18-23, 6-16, 16-20, 18-15 |                          |                                                                   |  | Ariake Arena Tokyo |
| 4 septembre 2021 14h15 | Rapport | Score par mi-temps : 24-39, 34-35                 |                          |                                                                   |  | Ariake Arena Tokyo |
| 4 septembre 2021 14h15 | Rapport | Ugur Toprak, 12 Ferit Gümüş, 10 Özgür Gürbulak, 8 | Points Rebonds Passes d. | Tristan Knowles, 31 Knowles, O'Neill-Thorne, 6 Tristan Knowles, 7 |  | Ariake Arena Tokyo |

### Demi-finales
| 3 septembre 2021 18h15 | Rapport | Espagne                                                  | 52-66                    | États-Unis                                   |  | Ariake Arena Tokyo |
| 3 septembre 2021 18h15 | Rapport | Score par quart-temps : 14-15, 8-24, 11-18, 19-9         |                          |                                              |  | Ariake Arena Tokyo |
| 3 septembre 2021 18h15 | Rapport | Score par mi-temps : 22-39, 30-27                        |                          |                                              |  | Ariake Arena Tokyo |
| 3 septembre 2021 18h15 | Rapport | Alejandro Zarzuela, 17 Asier García, 12 Asier García, 15 | Points Rebonds Passes d. | Brian Bell, 20 Brian Bell, 11 Steve Serio, 8 |  | Ariake Arena Tokyo |

| 3 septembre 2021 20h45 | Rapport | Japon                                               | 79-68                    | Grande-Bretagne                                  |  | Ariake Arena Tokyo |
| 3 septembre 2021 20h45 | Rapport | Score par quart-temps : 15-23, 18-13, 19-12, 27-20  |                          |                                                  |  | Ariake Arena Tokyo |
| 3 septembre 2021 20h45 | Rapport | Score par mi-temps : 33-36, 46-32                   |                          |                                                  |  | Ariake Arena Tokyo |
| 3 septembre 2021 20h45 | Rapport | Renshi Chokai, 20 Renshi Chokai, 8 Renshi Chokai, 8 | Points Rebonds Passes d. | Gaz Choudhry, 26 Lee Manning, 7 Gaz Choudhry, 11 |  | Ariake Arena Tokyo |

### Match pour la médaille de bronze
| 5 septembre 2021 10h00 |                                                               | Espagne                  | 58-68                                               | Grande-Bretagne |  | Ariake Arena Tokyo |
| 5 septembre 2021 10h00 | Score par quart-temps : 13-13, 17-15, 10-22, 18-18            |                          |                                                     |                 |  | Ariake Arena Tokyo |
| 5 septembre 2021 10h00 | Score par mi-temps : 30-28, 28-40                             |                          |                                                     |                 |  | Ariake Arena Tokyo |
| 5 septembre 2021 10h00 | Alejandro Zarzuela, 17 Alejandro Zarzuela, 9 Asier García, 10 | Points Rebonds Passes d. | Gaz Choudhry, 19 Lee Manning, 21 Gregg Warburton, 8 |                 |  | Ariake Arena Tokyo |

### Finale
| 5 septembre 2021 12h30 | Rapport | États-Unis                                        | 64-60                    | Japon                                                |  | Ariake Arena Tokyo |
| 5 septembre 2021 12h30 | Rapport | Score par quart-temps : 18-18, 14-9, 13-19, 19-14 |                          |                                                      |  | Ariake Arena Tokyo |
| 5 septembre 2021 12h30 | Rapport | Score par mi-temps : 32-27, 32-33                 |                          |                                                      |  | Ariake Arena Tokyo |
| 5 septembre 2021 12h30 | Rapport | Steve Serio, 28 Williams, Bell, 7 Steve Serio, 9  | Points Rebonds Passes d. | Hiroaki Kozai, 18 Renshi Chokai, 18 Hiroaki Kozai, 5 |  | Ariake Arena Tokyo |

## Classement final
| Rang | Équipe          | J | V | D |
| ---- | --------------- | - | - | - |
| 1    | États-Unis      | 8 | 7 | 1 |
| 2    | Japon           | 8 | 6 | 2 |
| 3    | Grande-Bretagne | 8 | 6 | 2 |
| 4    | Espagne         | 8 | 6 | 2 |
| 5    | Australie       | 7 | 4 | 3 |
| 6    | Turquie         | 7 | 3 | 4 |
| 7    | Allemagne       | 7 | 4 | 3 |
| 8    | Canada          | 7 | 2 | 5 |
| 9    | Iran            | 6 | 1 | 5 |
| 10   | Corée du Sud    | 5 | 0 | 5 |
| 11   | Colombie        | 6 | 1 | 5 |
| 12   | Algérie         | 6 | 0 | 6 |